# Епархия Сан-Луиса
Епархия Сан-Луиса (лат. Dioecesis Sancti Ludovici in Argentina) — епархия Римско-Католической церкви с центром в городе Сан-Луис, Аргентина. Епархия Сан-Луиса входит в митрополию Сан-Хуана-де-Куйо. Кафедральным собором епархии Сан-Луиса является собор Непорочного Зачатия Пресвятой Девы Марии.

## История
20 апреля 1934 года Папа Римский Пий XI выпустил буллу «Nobilis Argentinae nationis», которой учредил епархию Сан-Луиса, выделив её из епархии Сан-Хуана-де-Куйо, которая одновременно была возведена в ранг архиепархии.

## Ординарии епархии
- епископ Pedro Dionisio Tibiletti (13.09.1934 — 14.05.1945);
- епископ Emilio Antonio di Pasquo (2.11.1946 — 14.06.1961), назначен епископом Авельянеды;
- епископ Carlos María Cafferata (11.07.1961 — 6.07.1971);
- епископ Juan Rodolfo Laise, O.F.M.Cap.[1] (6.07.1971 — 6.06.2001);
- епископ Jorge Luis Lona (6.06.2001 — 22.02.2011);
- епископ Pedro Daniel Martínez (с 22 февраля 2011 года).